# Chevrolet Spin
Chevrolet Spin — субкомпактвэн, выпускаемый с 2012 года компанией General Motors под брендом Chevrolet в Бразилии. В Южной Америке автомобиль заменил Meriva и Zafira. С 2013 по 2015 год автомобиль выпускался в Индонезии.

## Описание
Chevrolet Spin впервые был представлен в июне 2012 года в Бразилии. Он выпускается на той же платформе, что и Chevrolet Cobalt. В июне 2018 года автомобиль прошёл рестайлинг.
С февраля 2013 по июнь 2015 года автомобиль выпускался в Бекаси, Западная Ява. Из-за низкого спроса и высоких производственных затрат производство Chevrolet Spin в Индонезии было остановлено.

## Мировые рынки
С июня 2012 года Chevrolet Spin выпускается в Бразилии в комплектациях LT и LTZ, с марта 2013 года автомобиль продаётся в Аргентине, с апреля 2013 года — в Таиланде (будучи импортированным с Индонезии), а с июля 2013 года — на Филиппинах.

## Галерея

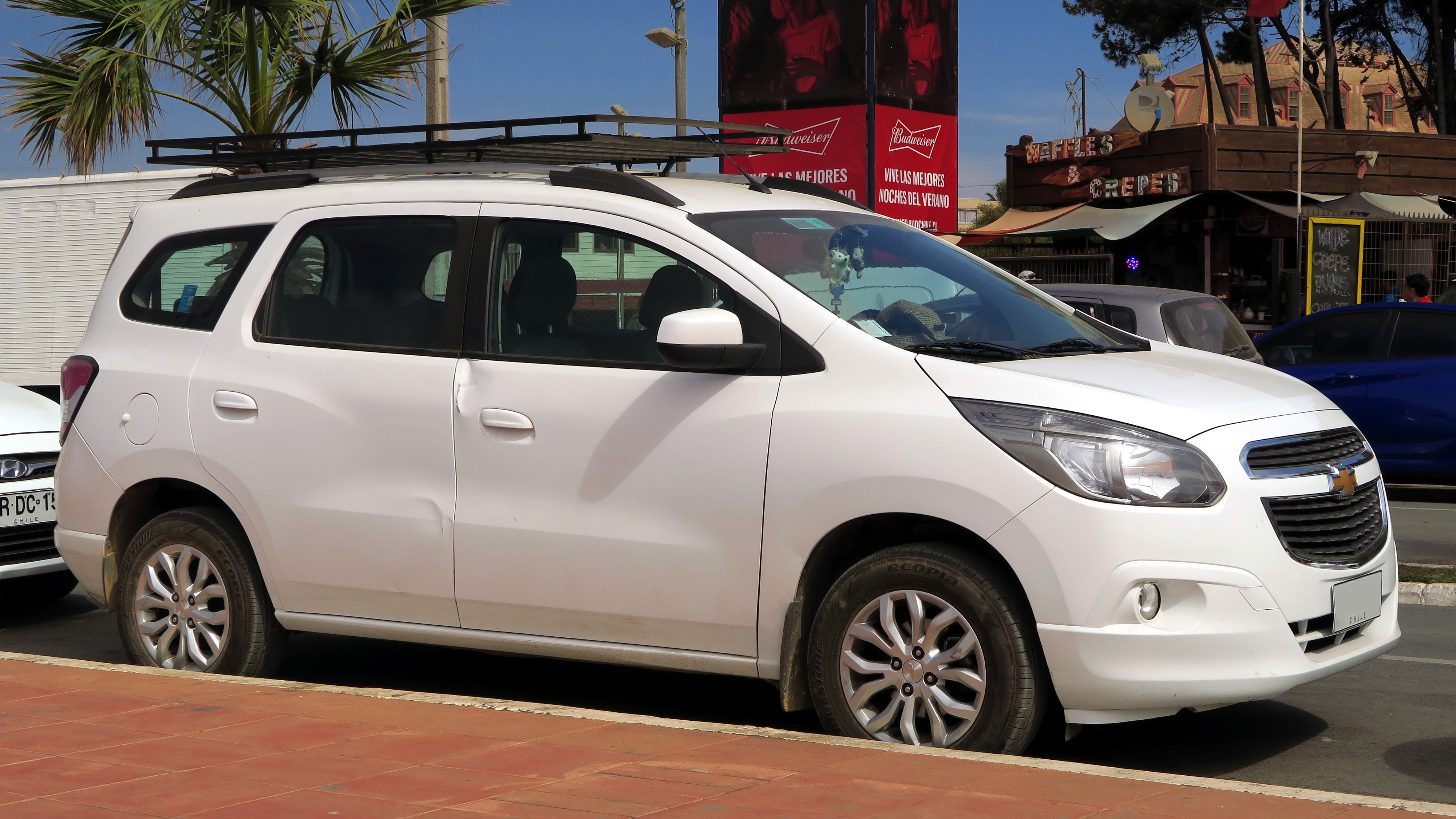
2018 Chevrolet Spin 1.8 LTZ (Чили)
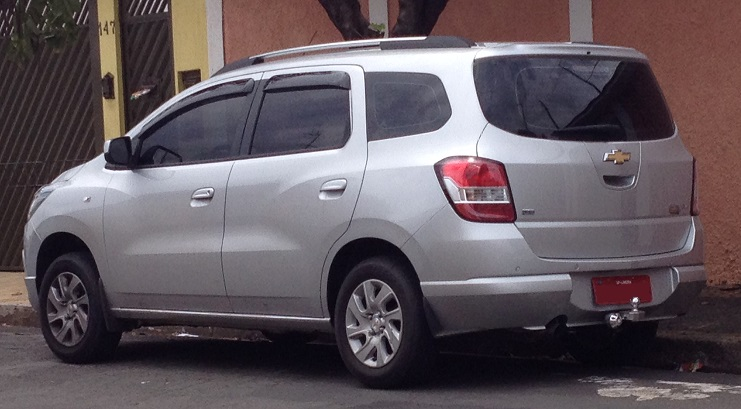
Chevrolet Spin 1.8 LTZ (Бразилия)
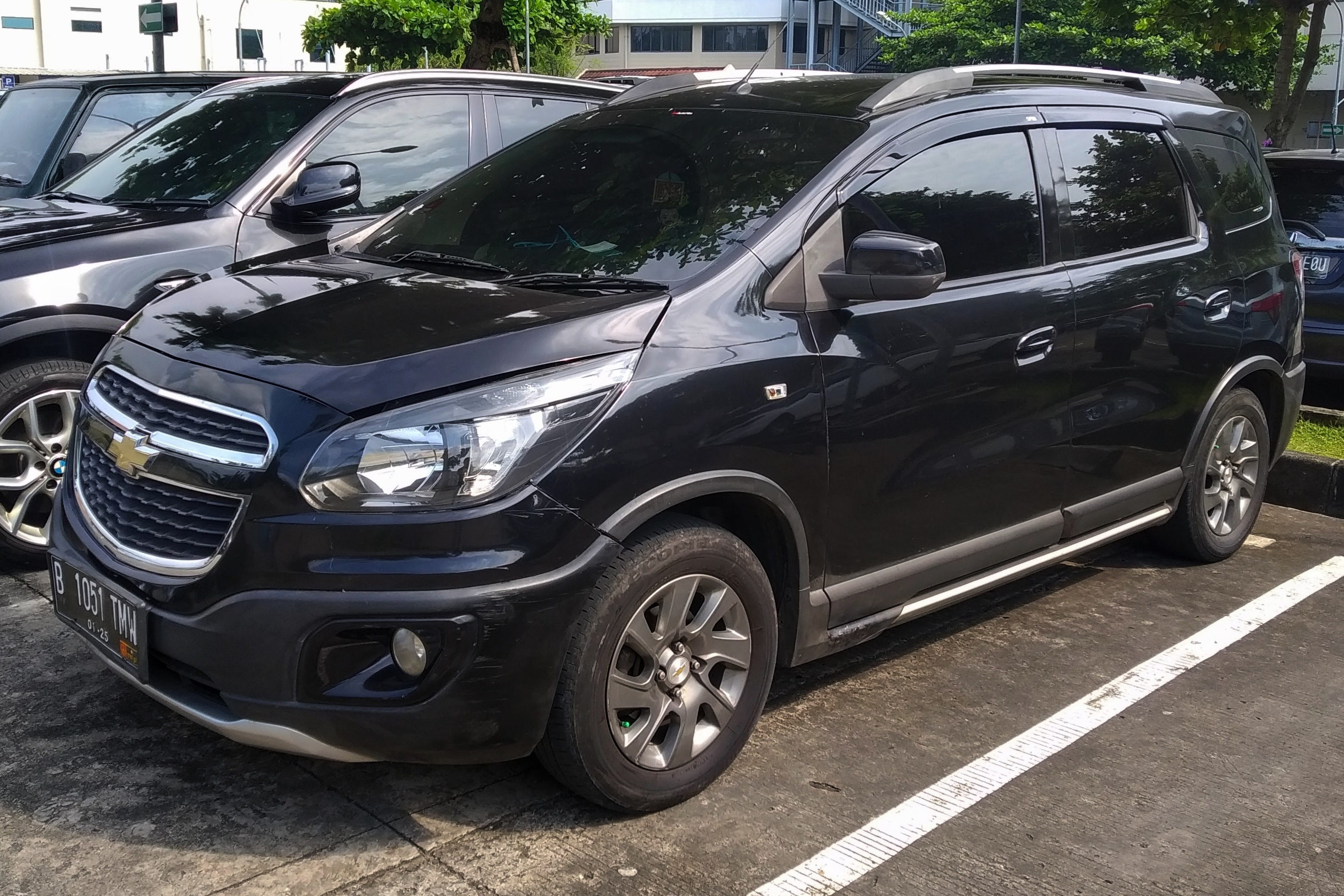
Chevrolet Spin Activ (Индонезия)
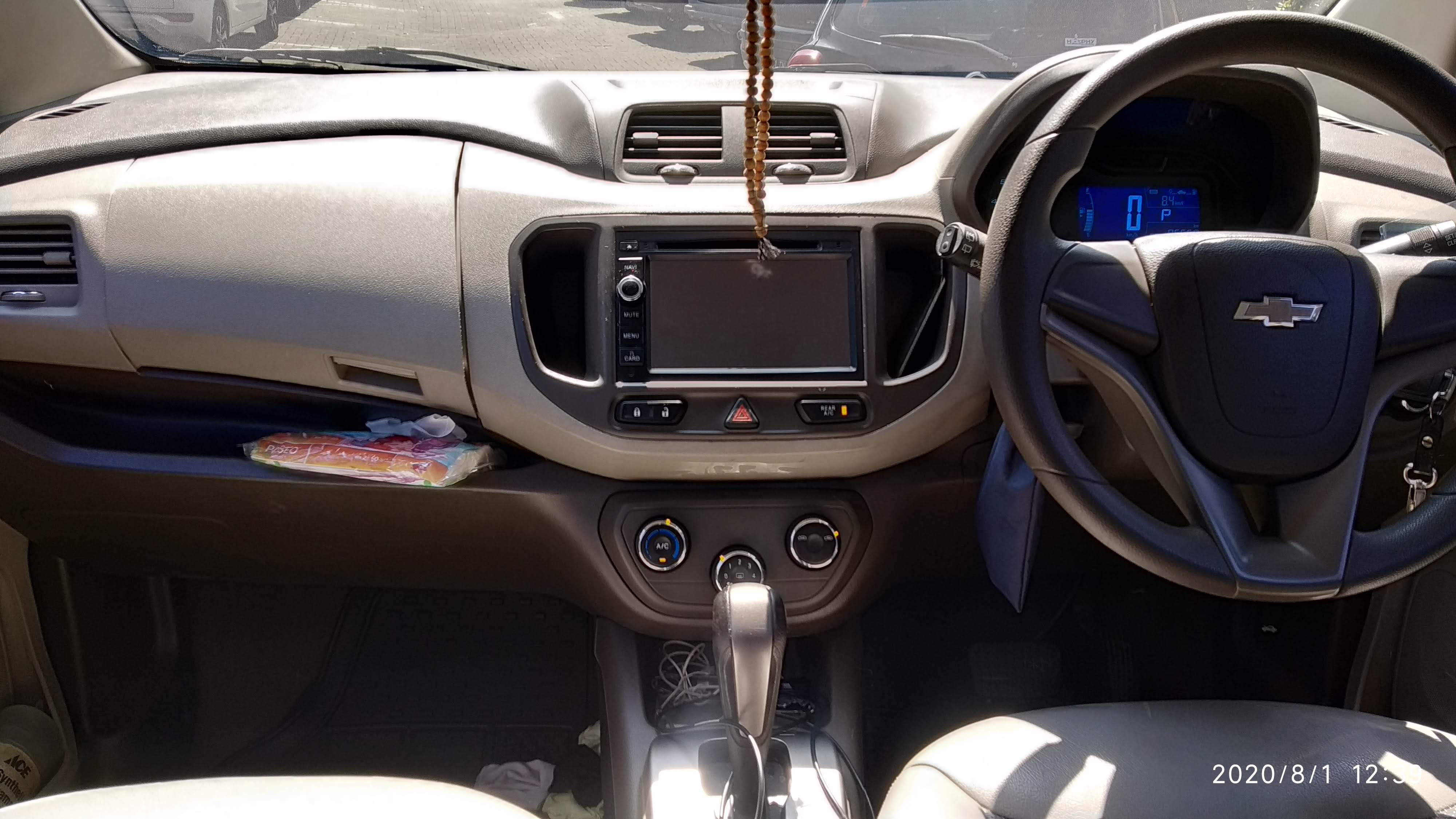
Интерьер
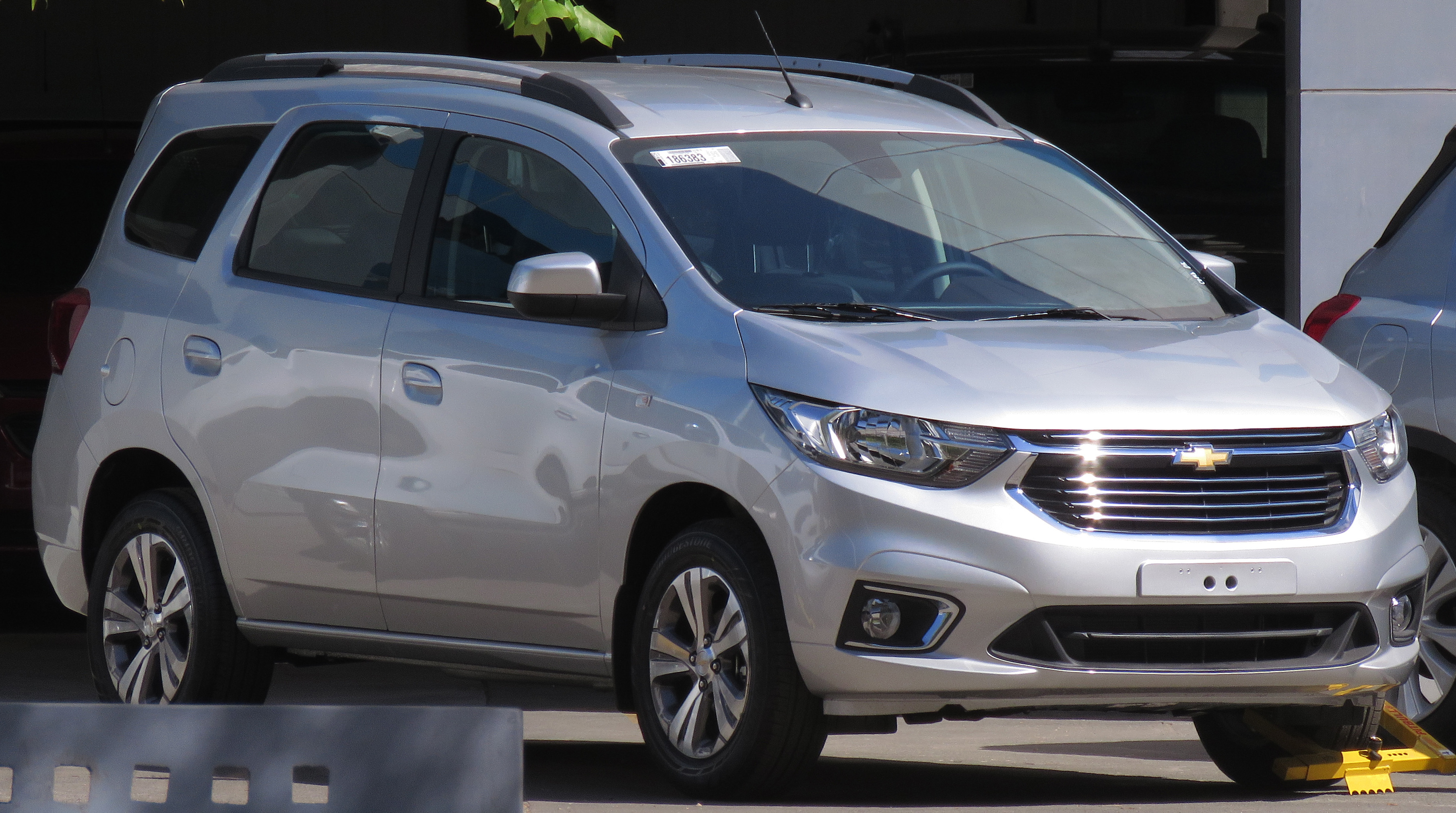
Рестайлинг

## Продажи
| Год  | Бразилия | Индонезия | Таиланд |
| ---- | -------- | --------- | ------- |
| 2012 | 18,930   |           |         |
| 2013 | 41,983   | 10,941    |         |
| 2014 | 36,796   | 7,475     | 1,131   |
| 2015 | 27,260   | 3,552     | 728     |
| 2016 | 22,982   | 1         |         |
| 2017 | 24,713   |           |         |
| 2018 | 28,361   |           |         |
| 2019 | 25,192   |           |         |
| 2020 | 15,662   |           |         |
| 2021 | 13,012   |           |         |
| 2022 | 17,817   |           |         |